# パペット・マスター 惨劇のパーティー
『パペット・マスター 惨劇のパーティー』（Curse of the Puppet Master）は、1998年のアメリカ合衆国のホラー映画。パペット・マスターシリーズの6作目である。

## あらすじ
現在パペットを所持しているマグルー博士はガソリンスタンドで知り合ったロバートが作った木彫りの人形を見てその手先の器用さに感心し、彼を助手として雇うことにする。ロバートは仕事に精を出すうちに、マグルーの娘ジェーンと恋人になるが、マグルー博士は彼の身体を使って新しいパペットを作ろうとする。

## キャスト
- マグルー博士-ジョージ・ペック
- ジェーン-エミリー・ハリソン
- ロバート-ジョシュ・グリーン

## 今作より登場のパペット達
タンク (tank)
最後の方に登場する機械型パペット。
キャタピラの足で移動し、右腕からレーザー光線を出す。
シリーズ中で本作にしか登場しないパペットである。
Matt

## 備考
前5作とは繋がりがなく、また2作目で死んだはずのリーチウーマン（ディープスローター）が生きていたり、トーチ（殺人バーベQ）がいなかったりなど、どの時間軸か分からない作品となっている。